# 周锐 (作家)
周锐（1953年—），男，广东潮阳人，中国儿童文学作家，中国作家协会会员，上海作家协会理事，上海人民美术出版社编辑。

## 主要作品
- 绿色校园幽默系列
- 《幽默三国》系列
- 《中国兔子德国草》系列
- 《魔法三国》系列
- 《幽默聊斋》系列

## 主要获奖
- 第二、三、五届全国优秀儿童文学奖
- 第四、五届宋庆龄文学奖
- 新时期优秀少年文艺读物一等奖
- 台湾第二届杨唤儿童文学奖
- 第六届夏衍电影文学奖